# Herb obwodu mińskiego
Herb obwodu mińskiego przedstawia na tarczy kroju francuskiego w polu złotym trzy błękitne faliste pasy. W narożniku tarczy herb Mińska. Po bokach tarczy złote gałęzie dębowe z liśćmi, przewinięte błękitną wstęgą. Na tarczy złota corona muralis o pięciu basztach. Nawiązuje do herbu guberni mińskiej Imperium Rosyjskiego, nadanego w 1878. Jedynie w narożniku dodano herb Mińska, koronę cesarską zastąpiono koroną murową, zostawiono dębowe gałęzie z wstęgą carskiego orderu św. Andrzeja.
Herb został przyjęty 22 listopada 2007 roku.